# Wiesław Jańczyk
Wiesław Roman Jańczyk (ur. 13 czerwca 1931 w Łodzi) – polski koszykarz i piłkarz, mistrz Polski w koszykówce (1953) i piłce nożnej (1958).

## Kariera sportowa
Był zawodnikiem Łódzkiego Klubu Sportowego. Jako koszykarz zdobył mistrzostwo Polski w 1953 (w ekstraklasie występował w latach 1951–1956, w kadrze pozostawał do 1958). Jako piłkarz zdobył mistrzostwo Polski w 1958, wicemistrzostwo Polski w 1954, brązowy medal mistrzostw Polski w 1957, Puchar Polski w 1957. W ekstraklasie występował w latach 1954–1959, w czerwcu 1959 wyjechał do Australii, był grającym trenerem Polonii Melbourne, zwyciężył z nią w rozgrywkach ligowych stanu Victoria w 1960 i 1961. Wrócił do ŁKS w 1962 i wystąpił jeszcze w dwóch sezonach ligowych (1962 i 1962/1963). Łącznie w I lidze zagrał w 143 spotkaniach, zdobywając 4 bramki. Następnie ponownie wyjechał do Australii
W reprezentacji Polski w piłce nożnej wystąpił w jednym spotkaniu – 29 września 1957 w towarzyskim spotkaniu z Bułgarią. Nie wystąpił natomiast w reprezentacji Polski w koszykówce.
Jest synem Romana Jańczyka, piłkarza ŁKS Łódź i reprezentanta Polski w piłce nożnej.